# غالاغا ثرثتيث كولكشن
غالاغا ثرثتيث كولكشن (بالإنجليزية: Galaga 30th Collection)، هي لعبة فيديو يابانية، من تطوير ونشر شركة بانداي نامكو إنترتينمنت، صدرت اللعبة في تطبيقات آي أو إس سنة 2011، وتعمل على منصات الهواتف الذكية التابعة لشركة آبل الأمريكية.